# Hooked on Classics
Hooked on Classics (en español, "Enganchados a los Clásicos")" es una serie de álbumes grabados y publicados en 1982, al final de la época de oro de la música disco.
Louis Clark, antiguo arreglista en Electric Light Orchestra, dirigió The Royal Philarmonic Orchestra ejecutando una selección de extractos reconocibles de destacadas piezas de música clásica, por medio de ritmos (a veces más rápido, otras más lentas o incluso con ritmos sutiles) vinculados en la misma melodía. A esto se le llama Rock sinfónico o Rock orquestado, como The London Symphony Orchestra hizo con su serie Rock Clásico, con la diferencia de incluir menos efectos electrónicos.
El primer arreglo del álbum inicial fue un sencillo muy exitoso, alcanzando la posición #2 en la lista UK Singles Chart y la posición #10 en la lista de éxitos "Billboard Hot 100" entre 1982 y 1983. Al menos dos álbumes más de Hooked on Classics fueron producidos por Louis Clark en 1983 y 1984, así como algunos otros álbumes "Hooked..." con ritmos como el swing. La serie se siguió ejecutando hasta fechas tan tardías como 1989, cuando en "Hooked on Classics" se colocaron extractos de música usando un bajo sintetizado y música House como ritmo en todas las adaptaciones. En 1990 la orquesta publicó nuevamente el álbum "Mixed up Classics", adaptando el nombre a Hooked on..., aunque todavía usando el estilo popurrí.
La frase "Hooked on..." ha ganado un amplio uso en diversos productos en medios de comunicación. Un ejemplo es "Hooked on Phonics".
Louis Clark, su director de orquesta y compositor, lanzó en 1989 un álbum que tituló "Original Classics in a Modern Style", sin embargo el álbum no ha sido nuevamente comercializado desde aquel entonces.

## Lista de canciones de la colecciónHooked on Classics[1][2][3]

### Hooked on Classics
https://www.youtube.com/watch?v=P7PRGiQjbqk
1. Hooked On Classics (Parts 1 & 2) - 5:06
  - Concierto para piano n.º 1 en si bemol menor Op 23 (Chaikovski)
  - El vuelo del moscardón (Rimski-Kórsakov)
  - Sinfonía n.º 40 en sol menor, K. 550: 1. Molto Allegro (Mozart)
  - Rhapsody in Blue (Gershwin)
  - Karelia Suite Op 11 (Sibelius)
  - Symphony no. 5 in C minor Op 67 I. Allegro con Brio (Beethoven)
  - Toccata in D minor (J. S. Bach)
  - Serenade no.13 in G major 'Eine Kleine Nachtmusik' : I. Allegro (Mozart)
  - Symphony no. 9 in D minor Op 125 "Choral" (Beethoven)
  - Overture to William Tell (Rossini)
  - Le nozze di Figaro  Overture (Mozart)
  - Romeo & Juliet Fantasy Overture (Chaikovski)
  - The Prince of Denmark's March (Clarke)
  - Hallelujah Chorus (Händel)
  - Piano Concerto in A minor Op 16 (Grieg)
  - March of the Toreadors (Bizet)
  - 1812 Overture (Chaikovski)

2
3
4. Hooked on Romance - 6:42
  - Air (J. S. Bach)
  - Ave Maria (Schubert)
  - Liebestraum (Liszt)
  - Symphony no. 9 in D minor Op 125 3rd movement (Beethoven)
  - Rhapsody on a theme of Paganini Op 43 (Rajmáninov)
  - Piano Sonata no. 14 in C sharp minor Op 27/2 - 'Moonlight' 1st movement (Beethoven)
  - 'Pathetique' 2nd movement (Beethoven)
  - Clarinet Concerto in A 2nd movement (Mozart)
  - Largo (Händel)

5. Hooked On Classics (Part 3) - 6:02
  - Wedding March (Mendelssohn)
  - Radetzky March Op 228 (Johann Strauss I)
  - Toccata Op 42/5 (Widor)
  - Alla Hornpipe (Händel)
  - Humoresque Op 101/7 (Dvořák)
  - Lullaby (Brahms)
  - Arrival of the Queen of Sheba (Händel)
  - Promenade (Músorgski)
  - In the Hall of the Mountain King (Grieg)
  - Caprice no. 24 (Paganini)
  - Ride of the Valkyries (Wagner)
  - Fingal's Cave (Mendelssohn)
  - Military March (Schubert)
  - Polonaise in A major (Chopin)
  - Symphony no. 4 in A major - 'Italian' 1st movement (Mendelssohn)
  - Overture to the Light Cavalry (Suppé)
  - Farandole (Bizet)
  - Largo (Dvořák)
  - Lohengrin, Prelude to Act 3 (Wagner)

6. Hooked On Bach - 5:59
  - Ave Maria; La música deriva de Prelude and Fugue in C major, BWV 846 (Bach/Gounod)
  - Minuet
  - Suite no. 2 in B minor - 'Badinerie'
  - Brandenburg Concerto no. 3 in G major 1st movement
  - Brandenburg Concerto no. 2 in F major 1st movement
  - Erkenne Mich Mein Hüter
  - Suite no. 2 in B minor - Bourée 2
  - Suite no. 2 in B minor - Bourée 1
  - Suite no. 3 in D major - Gavotte
  - Musette
  - March
  - French Suite no. 5 in G major - Gavotte
  - Wachet auf Ruft uns die Stimme
  - Ave Maria (Bach/Gounod)

7. Hooked On A Song - 5:11
  - Votre Toast (Bizet)
  - Funiculi Funicula (Denza)
  - Tarantella Napolitana (Rossini)
  - Polovtsian Dances (Borodin)
  - Dance of the Hours (Ponchielli)
  - Habanera (Bizet)
  - Neapolitan Serenade (Di Capua)
  - Aria (Pucchini)
  - Vedi Le Fosche (Verdi)
  - Votre Toast (Bizet)

8. Hooked On Tchaikovsky - 5:29
  - Capriccio Italien
  - Swan Lake
  - Dance of the Reed Flutes
  - Romance & Juliet Fantasy Overture
  - Symphony no. 6 in B minor Op 74
  - Trepak
  - Dance of the Sugar Plum Fairy
  - March
  - Chinese Dance
  - Miniature Overture
  - Piano Concerto no. 1 in B flat minor Op 23
  - Capriccio Italien

9. Hooked On Mozart - 4:09
  - Rondo Alla Turca
  - Piano Sonata in C major
  - Serenade no. 13 in G major 'Eine Kleine Nachtmusik'
  - Piano Concert no. 21 in C major
  - Piano Sonata in C major
  - A Musical Joke
  - Le nozze di Figaro
  - Overture to Le nozze di Figaro
  - Serenade no. 13 in G major 'Eine Kleine Nachtmusik'
  - Overture to Die Zauberflöte
  - Horn Concerto no. 4 in E flat major
  - Symphony no. 41 in C major - 'Jupiter'

10. Hooked On Mendelssohn - 4:25
  - Violin Concerto in E minor Op 64 3rd movement
  - Octet in E flat major Op 20, Scherzo
  - Violin Concerto in E minor Op 64 3rd movement

11. Hooked On A Can Can - 4:56
  - Can-Can (Offenbach)
  - Unter Donner und Blitz Op 324 (Johann Strauss II)
  - Hungarian Dance (Brahms)
  - Tritsch Tratsch Polka Op 214 (Johann Strauss II)
  - La Via Parisienne (Offenbach)
  - Gallop (Ponchielli)
  - Czardas (Monti)
  - La Via Parisienne (Offenbach)
  - Overture To Dichter und Bauer (Suppé)
  - Can-Can (Reprise) (Offenbach)

### Hooked on Classics 2 Can't stop the Classics
https://www.youtube.com/watch?v=Ecmps6Mh5Yg
1. Can't stop the classics: 다시 2001.3.14~2004년 12월 31일까지 사용했습니다.가 바뀌었습니다.
  - Overture to Ruslan and Ludmilla (Glinka)
  - Czardas (Delibes)
  - Piano sonata no. 8 in C minor, opus 13 "Pathétique" (Beethoven)
  - Pizzicato (Delibes)
  - Slavonic dance in G minor, opus 46/8 (Dvořák)
  - Overture to "Il barbiere di Siviglia" (Rossini)
  - La doncella de nieve (Rimski-Kórsakov) - Violin concerto in F minor (Vivaldi)
  - Etude in C minor, opus 10/12 (Chopin)
  - Carnival overture, opus 92 (Dvořák)
  - Hungarian Rhapsody in C sharp major (Liszt)
  - The sabre dance (Jachaturián)
2. Hooked on America:
  - Rhapsody in Blue (Gershwin)
  - Camptown races (Foster/Gershwin)
  - An American in Paris (Gershwin)
  - Rhapsody in Blue (Gershwin)
  - Symphony no. 9 in E minor, opus 95 "From the new world" (Dvořák)
  - I wish I was I Dixie's land (Emmett)
  - Battle hymn of The Republic (Steffe/Howe)

3 Hooked On America (Part 2):
4 Hooked On Romance (Part 2):
  - Canon (Pachelbel)
  - Nimrod from “Enigma” Variations (Elgar)
  - Piano Concerto No. 2 (Rajmáninov)
  - Intermezzo from “Cavalleria Rusticana” (Mascagni)
  - Etude in E, Op. 10, No. 3 (Chopin)
  - Warsaw Concerto (Addinsell)
  - To a Wild Rose from “Woodland Sketches” (MacDowell)
  - Spartacus: Ballet Suite No. 2 (Jachaturián)
  - Aranjuez Mon Amour (Rodrigo)

5 Can't Stop the Classics (Part 2):
  - Fanfare Intro (Clark)
  - Overture from “Die Meistersinger Von Nürnberg” (Wagner)
  - Peter and the Wolf (Prokófiev)
  - Marche Slave (Chaikovski)
  - Sheep May Safely Graze (Bach)
  - Bridal March from “Lohengrin” (Wagner)
  - Nessun Dorma from “Turandot” (Puccini)
  - Grand Marche from “Aida” (Verdi)
  - Für Elise (Beethoven)
  - Finlandia (Sibelius)
  - Pathetique Sonata, Op. 13 (3rd. Movt.) (Beethoven)
  - Pomp and Circumstance March no. 4 (Elgar)
  - Serenade from String Quartet in F, Op. 3, no. 5 (Haydn)
  - Adagio Cantabile from String Quartet in C Op. 76, no. 3 (Haydn)
  - Bolero (Ravel)

6  A night at the opera:
  - Hallelujah chorus (Händel)
  - With cat-like tread (Sullivan)
  - Symphony no. 9 in D minor, opus 125 "Choral" (Beethoven)
  - Anvil chorus (Verdi)
  - The march of the toreadores (Bizet)
  - Soldiers chorus (Gounod)
  - Rule Britannia (Arne)
  - Toreador's song (Bizet)
  - Hallelujah chorus (Händel)

7  Tales of the Vienna waltz: 다시 2005.1.1~2005년 12월 31일까지 사용했습니다.가 바뀌었습니다.
  - An der schönen blauen Donau, walzer opus 314 (Johann Strauss II)
  - Die Fledermaus Polka, opus 362 (Johann Strauss)
  - Rosen aus dem Süden. opus 388 (Johann Strauss II)
  - An der schönen blauen Donau, walzer opus 314 (Johann Strauss II)
  - Geschichten aus dem Wienerwald, opus 325 (Johann Strauss)
  - Morgenblätter, opus 279 (Johann Strauss)
  - An der schönen blauen Donau, walzer opus 314 (Johann Strauss II)

8 Hooked on Baroque:
  - L’Invierno from “The Four Seasons” (Vivaldi)
  - La Primavera from “The Four Seasons” (Vivaldi)
  - L’Estate from “The Four Seasons” (Vivaldi)
  - The Harmonius Blacksmith (Händel)
  - Bourrée no. 2 from English Suite no. 2 (Bach)
  - Flute Sonata (Vinci)
  - Brandenburg Concerto (Bach)
  - Concerto in G (Tartini)
  - Flute Sonata no. 5 (Bach)
  - Gavotte from Flute Sonata, Op. 1, no. 7 (Händel)
  - Suite in A minor (Telemann)
  - Violin Sonata no. 4 (Bach)
  - Allegro Spiritoso (Pergolesi)
  - L’Estate from “The Four Seasons” (Vivaldi)
  - L’Invierno from “The Four Seasons” (Vivaldi)

9 If you knew Sousa: 
  - The Liberty Bell (Sousa)
  - Blaze away (Holzmann)
  - The Liberty Bell (Sousa)
  - Semper fidelis (Sousa)
  - The Washington post (Sousa)
  - Blaze away (Holzmann) 

10 If you knew Sousa (and Friends) 
  - Entry of the gladiators (Fucik)
  - Colonel Bogey (Alford)
  - RAF march past (Walford Davies)
  - Pomp and circumstance march in D major, opus 39/1 (Elgar)
  - The dam busters (Coates)
  - The stars and stripes forever (Sousa)
11

### Hooked on Classics 3 Journey Throught the Classics
https://www.youtube.com/watch?v=r29QauFlimw
1. Also sprach Zarathustra (Richard Strauss)
2. Journey through the classics:
  - Ballet music (Gounod)
  - Dance of the clowns (Mendelssohn)
  - Horn concerto no. 3 in E flat major (Mozart)
  - Symphony no. 7 in A major, opus 92 (Beethoven)
  - Concerto in D major (Albinoni)
  - Trumpet tune (Purcell)
  - Bacchanale (Saint-Saëns)
  - Finlandia, opus 26 (Sibelius)
3. Hooked on Haydn 
  - Trumpet concerto in E flat major
4. Hooked on romance (Opus 3):
  - Gymnopédie no. 2 (Satie)
  - Nocturne in E flat major, opus 9/2 (Chopin)
  - Nocturne (Borodin)
  - Recuerdos de la Alhambra (Tarrega)
  - Symphony no. 2 in D major, opus 43 (Sibelius)
  - The swan (Saint-Saëns)
  - Symphony no. 3 in F major, opus 90 (Brahms)
  - Siciliana (Louis Clark)

5
5. Viva Vivaldi:  다시 2001.3.14~2004년 12월 31일까지 사용했습니다.가 바뀌었습니다.
  - Concerto in C major F XII:37
  - Concerto in C major F XII:14
  - Concerto in G major F V:2
  - Concerto in A minor F VII:8
  - Violin concerto in D major, opus 7/11
6. Dance of the furies:
  - Dance of the furies (Gluck)
  - Violin concert in G minor "Summer" (Vivaldi)
7. Scotland the brave (arr. Louis Clark):  - Scotland the brave
  - Ben Glen Bay
  - Cock o'the north
  - Wi' a hundred pipers
  - Charlie is me darlin'
  - Loch Lomond
  - The keel row
  - Bonnie Dundee
  - Roxburgh Castle
  - Amazing Grace
8. Journey through the classics (Part 2):
  - Dance of the tumblers (Rimski-Kórsakov)
  - Dance of the comedians (Smetena)
  - Alla Marcia (Sibelius)
  - String quartet in D major, opus 64/5 "The lark" (Haydn)
  - Symphony no. 6 in B minor, opus 74 "Pathétique" (Chaikovski)
  - Largo al factotum (Rossini)
  - The merry wives of Windsor (Nicolai)
9. Journey through America:
  - The Star-Spangled Banner (Smith)
  - Oh! Susanna (Foster)
  - Marching through Georgia (Work)
  - The yellow rose of Texas
  - When the Saints Go Marching In
  - Blue tail fly
  - When Johnny Comes Marching Home
  - Deep in the heart of Texas (Swander/Hershey)
  - Yankee Doodle (came to town)
  - Caissons go rolling around
  - Shortnin' bread
  - The Star-Spangled Banner (Smith)
10. Hooked on marching:
  - Under the double eagle (Wagner)
  - The Stars and Stripes Forever (Sousa)
  - Under the double eagle (Wagner)
  - The British grenadiers
  - Cavalry of the clouds (Alfords)
  - Officer of the day (Hall)
  - King Cotton (Sousa)
  - Imperial echoes (Safroni)
11. Symphony of the seas:
  - The sailors' hornpipe
  - Portsmouth
  - Anchors away (Zimmermann, Miles, Skinner, Savino, Lottman)
  - A life on the ocean waves
  - What shall we do with the drunken sailor
  - Blow the man down
  - The sailors' hornpipe
12. Hooked on (Richard) Rodgers & (Oscar)Hammerstein:
  - Oklahoma
  - June is bustin' out all over
  - There is nothin' like a dame
  - The farmer and the cowman
  - Do re mi
  - Oklahoma

### Hooked on Classics 4 Baroque
1. Hooked On Baroque 2: 다시 2001.3.14~2004년 12월 31일까지 사용했습니다.가 바뀌었습니다.
  - Canon in D major (Pachelbel)
  - Adagio in G minor (Albinoni)
  - Rondeau (Mouret)
  - Au clair de la lune (Lully)
  - Andante cantabile (Haydn-Hofstetter)
  - Fugue in G minor (J. S. Bach)
  - Rule, Britannia! (Arne)
  - Brandenburg concerto no. 5 in D minor (J. S. Bach)
  - Rondeau (Couperin)
  - Jesu joy of man's desiring (J. S. Bach)
  - Trumpet voluntary (Clarke)
  - Two part invention in F major (J. S. Bach)
  - Harpsichord concerto in D minor (J. S. Bach)
  - Royal Fireworks Music (Händel)
  - Canon in D major (Pachelbel)
2. Hooked On Adagio:
  - Violin concerto in F minor "Winter" (Vivaldi)
  - Sleepers, wake (J. S. Bach)
  - Plaisir d'amour (Martini)
  - Guitar concerto in D major (Vivaldi)
  - Harpsichord suite in D minor (Händel)
  - Harpsichord concerto in F minor (J. S. Bach)
  - Adagio (Marcello)
  - Air (J. S. Bach)
3. Hooked On Gigue:
  - Brandenburg concerto no. 5 in D minor (J. S. Bach)
  - Concerto grosso in G minor, opus 6/8 "Christmas concerto" (Corelli)
  - Brandenburg concerto no. 6 in B flat major (J. S. Bach)
  - The faity queen (Purcell)
  - English suite no. 3 in G minor (J. S. Bach)
  - Royal Fireworks Music (Händel)
  - Canon in D major (Pachelbel)
  - Recorder sonata in A major, opus 5/9 (Corelli)
  - I pastor Fido, opus 13 (Chédeville)
  - Orchestral suite no. 3 in D major (J. S. Bach)
4. Hooked On Fugue:
  - Fugue in C major (J. S. Bach)
  - Fugue in C minor (J. S. Bach)
  - Fugue in G minor "Great" (J. S. Bach)
  - Fugue in C minor (J. S. Bach)
  - Fugue in A minor (J. S. Bach)
  - Fugue finale (J. S. Bach)
5. Hooked On Händel:
  - Hallelujah chorus
  - Bourrée
  - Presto
  - Air
  - Bourrée
  - Arm arm ye brave
  - Hail Judea happy land
  - See the conquering hero come
  - Ev'ry valley shall be exalted
  - For unto us a child is born
  - Hallelujah chorus
6. Hooked On Vivaldi:
  - Violin concerto in E major "Sprint"
  - Gloria in D major
  - Flute concerto in D major "Il cardellino"
  - Concerto for two mandolins in G major
  - Concerto grosso in D minor
  - Piccolo concerto in C major
  - Violin concerto in F major "Autumn"
7. Hooked On Scarlatti:
  - Harpsichord sonata in D major
  - Harpsichord sonata in D minor
  - Harpsichord sonata in A major
  - Harpsichord sonata in E minor
  - Harpsichord sonata in C minor
  - Harpsichord sonata in C major
  - Harpsichord sonata in F major
  - Harpsichord sonata in B flat
  - Harpsichord sonata in F major
8. Hooked On Baroque 2 (Reprise):
  - Canon in D major (Pachelbel)
  - Adagio in G minor (Albinoni)
  - Rondeau (Mouret)
  - Au clair de la lune (Lully)
  - Andante cantabile (Haydn-Hofstetter)
  - Fugue in G minor (J. S. Bach)
  - Rule, Britannia! (Arne)
  - Brandenburg concerto no. 5 in D minor (J. S. Bach)
  - Jesu joy of man's desiring (J. S. Bach)
  - Trumpet voluntary (Clarke)
  - Two part invention in F major (J. S. Bach)
  - Harpsichord concerto in D minor (J. S. Bach)
  - Royal Fireworks Music (Händel)
  - Canon in D major (Pachelbel)
  - Adagio in G minor (Albinoni)
  - Rondeau (Couperin)
  - Jesu joy of man's desiring (J. S. Bach)

### The Best of Hooked on Classics
1. Hooked on classics (Parts 1 & 2): 
  - Piano concerto no. 1 in B flat minor, opus 23 (Chaikovski)
  - Flight of the bumble bee (Rimski-Kórsakov)
  - Symphony no. 40 in G minor (Mozart)
  - Rhapsody in Blue (Gershwin)
  - Karelia suite, opus 11 (Sibelius)
  - Symphony no. 5 in C minor, opus 67 (Beethoven)
  - Toccata in D minor (J. S. Bach)
  - Serenade no. 13 in G major 'Eine Kleine Nachtmusik' (Mozart)
  - Symphony no. 9 in D minot, opus 125 (Beethoven)
  - Overture "Wilhelm Tell" (Rossini)
  - Le nozze di figaro (Mozart)
  - Fantasy overture "Romeo & Juliet" (Chaikovski)
  - Trumpet voluntary (Clarke)
  - Halelujah chorus (Händel)
  - Piano concerto in A minor, opus 16 (Grieg)
  - March of the torreadors (Bizet)
  - Overture 1812 (Chaikovski)
2. Hooked on Tchaikovsky: 
  - Capriccio Italien
  - Swan lake
  - Dance of the reed flutes
  - Fantasy overture "Romeo & Juliet"
  - Symphony no. 6 in B minor, opus 74
  - Trepak
  - Dance of the Sugar Plum Fairy
  - March
  - Chinese dance
  - Miniature overture
  - Piano concerto no. 1 in B flat minor, opus 23
  - Capriccio Italien
3. Hooked on a Can Can:
  - Can-Can (Offenbach)
  - Unter Donner und Blitz Op 324 (Johann Strauss II)
  - Hungarian Dance (Brahms)
  - Tritsch Tratsch Polka Op 214 (Johann Strauss II)
  - La Via Parisienne (Offenbach)
  - Gallop (Ponchielli)
  - Czardas (Monti)
  - La Via Parisienne (Offenbach)
  - Overture To Dichter und Bauer (Suppé)
  - Can-Can (Reprise) (Offenbach)
4. Also sprach Zarathustra (Richard Strauss)
5. Journey through the classics: 
  - Ballet music (Gounod)
  - Dance of the clowns (Mendelssohn)
  - Horn concerto no. 3 in E flat major (Mozart)
  - Symphony no. 7 in A major, opus 92 (Beethoven)
  - Concerto in D major (Albinoni)
  - Trumpet tune (Purcell)
  - Bacchanale (Saint-Saëns)
  - Finlandia, opus 26 (Sibelius)
6. Can't stop the classics: 다시 2001.3.14~2004년 12월 31일까지 사용했습니다.가 바뀌었습니다.
  - Overture to Ruslan and Ludmilla (Glinka)
  - Czardas (Delibes)
  - Piano sonata no. 8 in C minor, opus 13 "Pathétique" (Beethoven)
  - Pizzicato (Delibes)
  - Slavonic dance in G minor, opus 46/8 (Dvořák)
  - Overture to "Il barbiere di Siviglia" (Rossini)
  - Dance of the tumblers+ (Rimski-Kórsakov) - Violin concerto in F minor (Vivaldi)
  - Etude in C minor, opus 10/12 (Chopin)
  - Carnival overture, opus 92 (Dvořák)
  - Hungarian Rhapsody in C sharp major (Liszt)
  - The sabre dance (Jachaturián)
7. Hooked on America:
  - Rhapsody in Blue (Gershwin)
  - Camptown races (Foster/Gershwin)
  - An American in Paris (Gershwin)
  - Rhapsody in Blue (Gershwin)
  - Symphony no. 9 in E minor, opus 95 "From the new world" (Dvořák)
  - I wish I was I Dixie's land (Emmett)
  - Battle hymn of The Republic (Steffe/Howe)
8. A night at the opera:
  - Hallelujah chorus (Händel)
  - With cat-like tread (Sullivan)
  - Symphony no. 9 in D minor, opus 125 "Choral" (Beethoven)
  - Anvil chorus (Verdi)
  - The march of the toreadores (Bizet)
  - Soldiers chorus (Gounod)
  - Rule Britannia (Arne)
  - Toreador's song (Bizet)
  - Hallelujah chorus (Händel)
9. Hooked on romance (Opus 3): 
  - Gymnopédie no. 2 (Satie)
  - Nocturne in E flat major, opus 9/2 (Chopin)
  - Nocturne (Borodin)
  - Recuerdos de la Alhambra (Tarrega)
  - Symphony no. 2 in D major, opus 43 (Sibelius)
  - The swan (Saint-Saëns)
  - Symphony no. 3 in F major, opus 90 (Brahms)
  - Siciliana (Louis Clark)
10. Symphony of the seas:
  - The sailors' hornpipe
  - Portsmouth
  - Anchors away (Zimmermann, Miles, Skinner, Savino, Lottman)
  - A life on the ocean waves
  - What shall we do with the drunken sailor
  - Blow the man down
  - The sailors' hornpipe
11. Scotland the brave (arr. Louis Clark): 
  - Scotland the brave
  - Ben Glen Bay
  - Cock o'the north
  - Wi' a hundred pipers
  - Charlie is me darlin'
  - Loch Lomond
  - The keel row
  - Bonnie Dundee
  - Roxburgh Castle
  - Amazing Grace
12. Tales of the Vienna waltz: 다시 2005.1.1~2005년 12월 31일까지 사용했습니다.가 바뀌었습니다.
  - An der schönen blauen Donau, walzer opus 314 (Johann Strauss II)
  - Die Fledermaus Polka, opus 362 (Johann Strauss)
  - Rosen aus dem Süden. opus 388 (Johann Strauss II)
  - An der schönen blauen Donau, walzer opus 314 (Johann Strauss II)
  - Geschichten aus dem Wienerwald, opus 325 (Johann Strauss)
  - Morgenblätter, opus 279 (Johann Strauss)
  - An der schönen blauen Donau, walzer opus 314 (Johann Strauss II)
13. If you knew Sousa: 
  - The Liberty Bell (Sousa)
  - Blaze Away (Holzmann)
  - The Liberty Bell (Sousa)
  - Semper fidelis (Sousa)
  - The Washington post (Sousa)
  - Blaze away (Holzmann)
14. If you knew Sousa (and Friends) 
  - Entry of the gladiators (Fucik)
  - Colonel Bogey (Alford)
  - RAF march past (Walford Davies)
  - Pomp and circumstance march in D major, opus 39/1 (Elgar)
  - The dam busters (Coates)
  - The stars and stripes forever (Sousa)

15
16

### The Classics in Rhythm
1. Symphony no. 5, estilo Acid House (Ludwig van Beethoven)
2. William Tell Overture (Gioachino Rossini)
3. Canon (Johann Pachebel)
4. The Phantom Of The Opera (Lloyd Webber)
5. In The Hall Of The Mountain King (Edvard Grieg)
6. Flight Of The Bumble Bee (Nikolái Rimski-Kórsakov)
7. Ode To Joy (Ludwig van Beethoven)
8. Arrival Of The Queen Of Sheba / Brandenburg Concerto No.3 (Händel/J. S. Bach)
9. Aranjuez Mon Amour Instrumental (Joaquín Rodrigo Vidre)
10. Post Horn Gallop (Hermann Koenig)
11. Toccata And Fugue In D Minor (Johann Sebastian Bach)
12. Sabre Dance (Aram Jachaturián)

### Hooked on Classics 2222
El álbum Hooked on Classics 2222 fue un álbum especial para la época de los años 2222. El cual hacía remix a las canciones del álbum en general de Hooked on Classics.
1. Mozart Magic (Hooked on Mozart - Hooked on Classics)
2. Back to Bach (Hooked on Bach - Hooked on Classics)
3. Melodies d'Amour (Hooked on Romance - Hooked on Classics)
4. Eurochoice (Hooked on a Song - Hooked on Classics)
5. Classical Gold (Can't Stop the Classics "Part B" - Hooked on Classics 2 Can't stop the Classics)
6. Love's Dream (Hooked on Romance "Opus 3" - Hooked on Classics 3 Journey Throught the Classics)
7. Classics 2222 (Hooked on Classics Parts 1&2 - Hooked on Classics)
8. Songs to Joy (A night at the opera - Hooked on Classics 2 Can't stop the Classics)
9. I Danced with Tchaikovsky (Hooked on Tchaikovsky - Hooked on Classics)
10. Celebration (Nueva canción)